# Alcalde mayor de Caracas
El alcalde metropolitano de Caracas fue la primera autoridad civil, política y administrativa del Distrito Metropolitano de Caracas. Era el representante del Poder Ejecutivo municipal de primer nivel en la ciudad de Caracas, elegido por libres comicios bajo el sistema de mayoría simple para un período de gobierno de cuatro años.
El Distrito Metropolitano de Caracas gozaba de personalidad jurídica y autonomía dentro de los límites de la Constitución y la ley, y su representación la ejercían los órganos que determinaba la Constitución y la ley, las cuales, garantizaban el carácter democrático y participativo de su gobierno.

## Historia
La figura del alcalde mayor fue creada por la Asamblea Nacional Constituyente, el 28 de febrero del año 2000 en ejercicio de la facultad establecida en la Constitución de la República, en su artículo 18, a través de la promulgación de la Ley Especial sobre el Régimen del Distrito Metropolitano de Caracas.
El 30 de julio de 2000 se puso en vigencia la figura del Alcalde Metropolitano, tras la elección de Alfredo Peña al cargo, quién fue solicitado por la Fiscalía venezolana a la Interpol en el año 2009 por supuesta malversación de fondos y evasión de la justicia. En la actualidad, se desconoce el paradero de Peña, quién huyó del país tras entregar su cargo.
El 31 de octubre de 2004 fue elegido Juan Barreto como alcalde Metropolitano. Al término de su mandato fue imputado ante el Ministerio Público por presuntos hechos de corrupción. Además otros funcionarios de su gestión también fueron solicitados ante la justicia venezolana por delitos de peculado, malversación de fondos y obtención fraudulenta de fondos públicos. Sin embargo, el juicio aún no ha procedido.
Previo a las Elecciones Regionales de 2008, el saliente alcalde Barreto inició un proceso de re-centralización de los bienes administrados por la alcaldía, entre ellos, la Policía Metropolitana y la red de 14 hospitales y demás centros asistenciales, que sucedió con más procesos de despojo de instituciones y bienes de la alcaldía, inclusive días antes de la juramentación del nuevo alcalde.
El 23 de noviembre de 2008 es elegido el opositor al gobierno de Hugo Chávez Antonio Ledezma como alcalde mayor con el 52,42% de los sufragios.
El 17 de enero de 2009 un grupo violento de personas secuestró las instalaciones del Palacio de Gobierno de Caracas, sede de la Alcaldía Metropolitana, en rechazo a la medida del alcalde de no renovar unos contratos que vencían el 31 de diciembre de 2008. La alcaldía alegó que eran activistas políticos, y que no trabajaban para la alcaldía. Los invasores se mantuvieron varios meses en el despacho de la alcaldía y causaron daños al edificio, que es considerado Patrimonio Nacional.
Los órganos del Estado no mediaron ni desalojaron ante esta situación por tratarse según el alto gobierno, de una protesta laboral. El alcalde Ledezma nunca hizo posesión de su cargo en su despacho, como si lo hicieron en su momento sus dos precedentes.
El 14 de abril de 2009 la Asamblea Nacional, de mayoría oficialista, promulgó la polémica Ley Especial del Distrito Capital, que determina la creación de una figura sin vigencia en la Constitución y que sustrae los recursos, bienes, inmuebles, competencias y atribuciones de la Alcaldía Mayor a una autoridad carente de representación popular, designada por el Ejecutivo Nacional, que tiene competencias únicamente en el Distrito Capital. Desde entonces, la Alcaldía Mayor no recibe el situado constitucional que le corresponde por ley.
La nueva autoridad también tomó posesión de las fundaciones, institutos autónomos y direcciones adscritas a la Alcaldía Metropolitana, como la red de escuelas distritales, la Corporación de Servicios Metropolitanos, los Bomberos Metropolitanos y Protección Civil, entre otros.
El 7 de agosto de 2009 y bajo período extraordinario de sesiones, la Asamblea Nacional derogó la Ley del Distrito Metropolitano, y en su lugar promulgó la nueva Ley Especial de Régimen Municipal a dos niveles del Área Metropolitana de Caracas, que sustrae competencias y disminuye en más de 90% los recursos de la Alcaldía Mayor.
El 20 de diciembre de 2017 la Asamblea Nacional Constituyente a través de un decreto suprimió el Área Metropolitana de Caracas.

## Competencias
De conformidad con la ley vigente del Distrito Metropolitano, el alcalde mayor tenía funciones en los cinco municipios del área metropolitana de Caracas, específicamente en los municipios: Libertador del Distrito Capital, Baruta, Chacao, El Hatillo y Sucre del Estado Miranda.
El Alcalde Mayor fue la primera autoridad del órgano ejecutivo municipal de la ciudad. Era electo o electa por votación popular, universal, directa y secreta y participaban en su elección todos los electores residentes en los municipios que integraban el Distrito Metropolitano de Caracas. Para ser elegido Alcalde Metropolitano se requería ser venezolano, mayor de 21 años de edad, de estado seglar y no estar sometido a condena mediante sentencia definitivamente firme. Sus competencias eran:
- Cumplir y velar por el cumplimiento de la Constitución, las leyes nacionales y acuerdos y ordenanzas dictadas por el Cabildo Metropolitano de Caracas
- Administrar la Hacienda Pública Metropolitana
- Preservar el orden público y la seguridad de las personas y propiedades
- Presentar al Cabildo Metropolitano el Proyecto de Presupuesto de Ingreso y Gastos para cada Ejercicio Fiscal
- Gerenciar y coordinar las competencias metropolitanas para unificar las áreas de servicios públicos de interés común y fijar las tasas y tarifas por servicios
- Promulgar las ordenanzas dictadas por el Cabildo Metropolitano
- Presidir el Consejo de Gobierno Metropolitano
- Organizar y dirigir los espacios relativos al funcionamiento de la Alcaldía Metropolitana
- Ejercer la representación del Distrito Metropolitano
- Concurrir a las sesiones del Cabildo Metropolitano cuando lo considere conveniente
- Dictar los decretos previstos en el ordenamiento jurídico y los reglamentos que desarrollen ordenanzas sin alterar los reglamentos previstos en la Ley del Distrito Metropolitano de Caracas
- Suscribir los contratos y concesiones del nivel metropolitano
- Rendir cuenta anual de su gestión al contralor del Distrito Metropolitano
- Asumir las competencias que correspondan al gobernador del Distrito Federal respecto a las prefecturas y demás dependencias ejecutivas.

Entre las competencias establecidas por la ley al Distrito Metropolitano correspondían las siguientes materias:
- Acueductos, en coordinación con los servicios de distribución efectuados por los municipios
- Distribución y venta de gas doméstico
- Planificación y ordenación urbanística, arquitectura civil y viviendas de interés social
- Vialidad urbana, circulación y ordenación del tránsito de vehículos
- Servicios de transporte urbano, en coordinación con los municipios
- Protección Civil y servicios de prevención y lucha contra incendios, bomberos y medidas de previsión y mitigación de calamidades públicas
- Institutos metropolitanos de crédito
- Servicios de policía de orden público
- La normativa para armonizar las tasas para el ejercicio de la potestad fiscal
- Tratamiento y disposición de residuos sociales
- Parques y espacios abiertos
- Las demás atribuidas por el Poder Nacional.

## Alcaldes Mayores

### Electos
| Período   | Alcalde mayor   | Partido                       | % de votos | Notas                                                                     |
| --------- | --------------- | ----------------------------- | ---------- | ------------------------------------------------------------------------- |
| 2000-2004 | Alfredo Peña    | Movimiento V República        | 68,80      | Primer alcalde mayor electo desde la creación del Distrito Metropolitano. |
| 2004-2008 | Juan Barreto    | Movimiento V República        | 60,33      |                                                                           |
| 2008-2012 | Antonio Ledezma | Alianza Bravo Pueblo          | 52,42      |                                                                           |
| 2013-2017 | Antonio Ledezma | Mesa de la Unidad Democrática | 50,78      | Alcalde reelecto Destituido                                               |

## Secretarios
| - Administrador del Despacho: Shrvoy López - Directora del Despacho: Annet Rodríguez - Asistente del Alcalde: Eduardo Salom - Secretario de Finanzas: Héctor Urguelles Fox - Secretario de Educación: Miguel Bolívar - Secretario de Infraestructura: Raúl Pietro Fernández | - Secretaria de Desarrollo Social y Económico: Helen Torrealba Fernández - Secretario de Deporte: Carlos Melo - Secretaria de Cultura y Recreación: Víctor Gerónimo Carrillo - Secretario de Salud: Nelson Ortiz Vásquez - Secretario de Seguridad Ciudadana: Ángel Rangel - Secretario Político: Iván Marcano López |